# We Are the Champions
We Are the Champions är en powerballad av Queen, skriven av sångaren Freddie Mercury. Låten gavs ut 1977 på albumet News of the World. Den släpptes samma år även som singel. Singeln hade som dubbel A-sida med en annan Queenlåt som också förknippas med sport, We Will Rock You, skriven av Brian May.
Då Queen framförde låten live brukade den avsluta konserterna. Den följer också oftast We Will Rock You. We Are the Champions (engelska för "Vi är mästarna") sjungs och spelas ofta för segrarna vid sportevenemang.

## Låtskrivandet
Freddie Mercury skrev We Are the Champions under "A Night at the Opera"-tiden 1975. Gitarristen Brian May sade under en intervju att när Mercury presenterade låten för bandet första gången, föll de alla ner på golvet skrattandes.

## Musikvideo
Videon spelades in på New London Theatre i London den 6 oktober 1977. Under inspelningen mimade bandet till låten under fyra tagningar, varpå de senare spelade en kort konsert live för de inbjudna fansen.

## Medverkande
- John Deacon - bas
- Brian May - gitarr, kör
- Freddie Mercury - sång, piano
- Roger Taylor - trummor, kör

## Listplaceringar
| Lista (1977-1978) | Topplacering |
| ----------------- | ------------ |
| Frankrike         | 10           |
| Nederländerna     | 2            |
| Norge             | 6            |
| Nya Zeeland       | 8            |
| Spanien           | 28           |
| Sverige           | 14           |
| Österrike         | 12           |

### Fotnoter
1. ↑  ”Listplacering”. http://lescharts.com/showitem.asp?interpret=Queen&titel=We+Are+The+Champions&cat=s. Läst 24 maj 2011.
2. ↑  ”Listplacering”. http://dutchcharts.nl/showitem.asp?interpret=Queen&titel=We+Are+The+Champions&cat=s. Läst 24 maj 2011.
3. ↑  ”Listplacering”. http://norwegiancharts.com/showitem.asp?interpret=Queen&titel=We+Are+The+Champions&cat=s. Läst 24 maj 2011.
4. ↑  ”Listplacering”. Arkiverad från originalet den 12 november 2012. https://web.archive.org/web/20121112220546/http://charts.org.nz/showitem.asp?interpret=Queen&titel=We+Are+The+Champions&cat=s. Läst 24 maj 2011.
5. ↑  ”Listplacering”. http://spanishcharts.com/showitem.asp?interpret=Queen&titel=We+Are+The+Champions&cat=s. Läst 24 maj 2011.
6. ↑  ”Listplacering”. http://swedishcharts.com/showitem.asp?interpret=Queen&titel=We+Are+The+Champions&cat=s. Läst 24 maj 2011.
7. ↑  ”Listplacering”. http://austriancharts.at/showitem.asp?interpret=Queen&titel=We+Are+The+Champions&cat=s. Läst 24 maj 2011.